# Принцип васпитања за школско управљање
Принцип васпитања за школско управљање је педагошки принцип који подразумева равноправно учествовање свих ђака у управљању колективом, па зато представља најдемократичнији принцип од свих.

## Пожељне активности васпитача
Како би овај принцип био заиста у духу демократије, потребно је направити делегатски систем. Ученици делегирани од стране својих заједница заиста треба да имају учешћа у раду школе, а не да буду „статисти“, јер само у том случају овај принцип постаје сврсисходан. Овај принцип не треба бити схваћен само као могућност ученика да учествују у расправи и доношењу одлука, већ и као њихова обавеза да се придржавају правила тих одлука. При томе, долазиће до поларизације мишљења, па је потребно да постоје разрађени механизми за изналажење путева за усаглашавање, али и елиминацију лоших ставова.